# Jordania en los Juegos Olímpicos de Atlanta 1996
Jordania estuvo representada en los Juegos Olímpicos de Atlanta 1996 por cinco deportistas, tres hombres y dos mujeres, que compitieron en tres deportes.
El equipo olímpico jordano no obtuvo ninguna medalla en estos Juegos.